# Institute for Advanced Study
Institute for Advanced Study (acronim IAS, în română Institutul de Studii Avansate) din Princeton, New Jersey este un centru de cercetare postdoctorală fundamentală avansată, fondat în 1930 de pedagogul american Abraham Flexner, cu sprijinul filantropilor Louis Bamberger și Caroline Bamberger Fuld. Comunitatea membrilor săi, atât permanenți (activi și emeriți) cât și vizitatori, a crescut, de-a lungul anilor, la peste opt mii de cercetători în domeniile științelor naturii și disciplinelor umanistice. Considerat etalon de excelență și creativitate intelectuală, Institutul a găzduit personalități ca Albert Einstein, Kurt Gödel, Erwin Panofsky și András Alföldi.

## Istoric
Institutul de Studii Avansate a fost rezultatul entuziasmului și perseverenței lui Abraham Flexner, director fondator, combinate cu generozitatea și idealismul filantropilor Louis Bamberger și Caroline Bamberger Fuld, finanțatorii proiectului. La 20 mai 1930 a fost înregistrată în statul New Jersey constituirea unui „Institute for Advanced Study — Louis Bamberger and Mrs. Felix Fuld Foundation”. În scrisoarea adresată de fondatori consiliului de administrație se stipula că „scopul primar este urmărirea studiului avansat și explorării în domenii ale științei pure și educației înalte”. Planul noului Institut a fost schițat de Flexner într-o scrisoare către consiliul de administrație, din septembrie 1931:
„Institutul de Studii Avansate nu va fi nici o universitate obișnuită, luptând cu diverse probleme și mulți studenți, nici un institut de cercetare, dedicat doar rezolvării de probleme. El poate fi reprezentat ca o pană inserată între cele două... În interiorul acestuia, aș crea, una câte una, în măsura în care există oameni și fonduri – și numai atunci – o serie de școli sau grupuri: o școală de matematică, o școală de științe economice, o școală de istorie, o școală de filosofie etc... Fiecare școală își va conduce activitatea în modul său propriu; căci nici subiectele nici cercetătorii nu se vor potrivi într-un singur tipar.”
Prima înființată a fost Școala de Matematică, în toamna anului 1932, iar primii profesori au fost Oswald Veblen și Albert Einstein. Cel dintâi era profesor la Universitatea din Princeton, care a și găzduit școala, în primii ani, în noua clădire, Fine Hall, a departamentului de matematică. În anii următori au fost înființate Școala de Științe Economice și Politice și Școala de Studii Umanistice. Dezvoltarea rapidă a Institutului în primul său deceniu de existență a necesitat extinderea spațiului pentru profesori și administrație. În 1939 ISA s-a mutat în propria clădire, Fuld Hall, construită pe domeniul propriu din Princeton. În anii 1940–1945 mulți membri ai Institutului au participat la eforturile de război, în calitate de consultanți.
În anii 1947–1966, noul director Robert Oppenheimer a ridicat ISA la rangul de centru internațional de fizică teoretică. Din Școala de Matematică, ajunsă la masa critică, s-a desprins Școala de Științele Naturii, iar Școala de Științe Umanistice și Școala de Științe Economice și Politice au fuzionat în Școala de Studii Istorice. Au fost construite clădiri noi, pentru bibliotecă și locuințele profesorilor. A urmat o perioadă de tranziție, în care s-a inaugurat un program de științe sociale ce a dus la crearea unei Școli de Științe Sociale. În 1980, când ISA și-a sărbătorit a 50-a aniversare, directorul Marvin Goldberger a reamintit misiunea inițială a Institutului, rămasă neschimbată: „O societate cu adevărat civilizată trebuie să fie pregătită să susțină cea mai înaltă formă de efort intelectual pur, fără rezerve privitoare la aplicațiile practice imediate.”

## Organizare

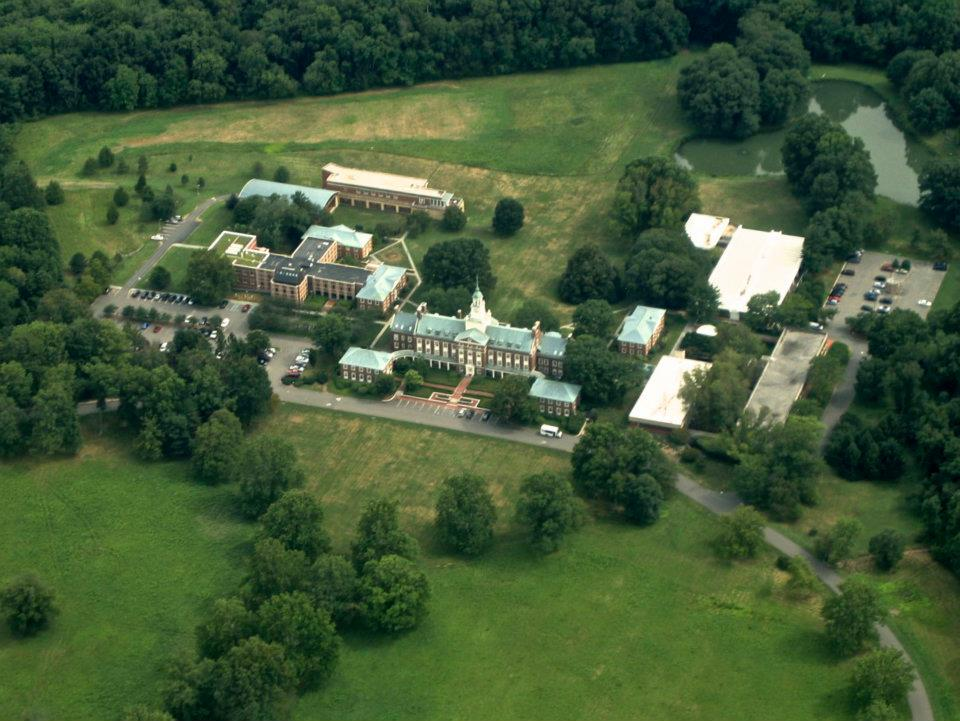
Institute for Advanced Study
Vedere aeriană

În forma actuală prezentată în Raportul pentru Anul Academic 2013–2014, Institutul de Studii Avansate este organizat în patru departamente: studii istorice (School of Historical Studies), matematică (School of Mathematics), științele naturii (School of Natural Sciences) și științe sociale (School of Social Sciences). Acestora li se adaugă un număr de Programe Speciale, care contribuie la vitalitatea Institutului.
ISA reprezintă o comunitate dinamică, în care membrii permanenți și membrii vizitatori (selecționați pe baza realizărilor) interacționează cu scopul obținerii unor rezultate semnificative de înaltă calitate, dar și pe baza unor interese comune în afara domeniului lor de specialitate. Faptul că ei conviețuiesc în locuințe ale Institutului, iau masa împreună la mensa Institutului și își desfășoară activitatea într-un cadru instituțional la scară umană generează interes comun, înțelegere reciprocă și prietenie.

## Critică
Pe când era profesor la Universitatea Cornell, Richard Feynman primise invitația de a deveni profesor (membru permanent) la IAS. Cunoscând rezervele acestuia față de izolarea din IAS, unde lipsea contactul cu experimentatorii și cu studenții, directorul Robert Oppenheimer aranjase crearea unui post special de profesor: jumătate la Institut și jumătate la Universitatea Princeton. Feynman a refuzat oferta și mai târziu a povestit care îi fusese reacția: „Institute for Advanced Study! Excepție specială! O poziție chiar mai bună decât a lui Einstein! Era ideal; era perfect; era absurd!” Explicația refuzului său este o critică a modelului elaborat de Flexner pentru IAS:
„Eram la Princeton în anii 1940 și am putut vedea ce se petrecea cu acești mari gânditori de la Institute for Advanced Study, care fuseseră selecționați anume pentru intelectul lor formidabil, iar acum aveau posibilitatea să stea în această clădire plăcută de la marginea pădurii, fără să țină cursuri, fără niciun fel de obligații. Acești bieți oameni puteau acum să șadă și să gândească limpede de unii singuri, OK? Și după o vreme nu le vine nicio idee: au ocazia să facă ceva și nu le vine nicio idee. Cred că într-o asemenea situație ți se insinuează un fel de vinovăție sau depresiune și începi să îți faci griji că nu îți vine nicio idee. Și nu se întâmplă nimic. Ideile continuă să nu îți vină. Nu se întâmplă nimic fiindcă nu există destulă activitate și provocare reală. Nu ești în contact cu experimentatorii. Nu trebuie să te gândești cum să răspunzi la întrebările studenților. Nimic!”

## Alte Institute de Studii Avansate
Modelul de organizare și funcționare inaugurat de ISA din Princeton a fost adoptat, în deceniile următoare, de o serie de institute nou fondate. Consorțiul SIAS (Some Institutes for Advanced Study) grupează 9 asemenea institute de pe câteva continente, fondate la date diferite, cu începere din 1954. NetIAS (Network of European Institutes for Advanced Study) este o rețea de 22 de institute europene, creată în 2004 cu scopul de a stimula dialogul și cooperarea. Institut des Hautes Études Scientifiques din Franța este cel mai apropiat, ca alcătuire și prestigiu, de modelul din Princeton.